# Джим Стерджес
Джим Сте́рджес (англ. Jim Sturgess, народився 16 травня 1978) — англійський актор та автор пісень. Відомий участю у таких фільмах як, «Ще одна з роду Болейн», «Двадцять одне», «Хмарний атлас». Його першою великою роллю була роль Джуда в музично-романтичній драмі «Крізь Всесвіт» (2007).

## Фільмографія
| Рік  |    | Українська назва      | Оригінальна назва                             | Роль            |
| ---- | -- | --------------------- | --------------------------------------------- | --------------- |
| 2024 | ф  | Квартира 7А           | Apartment 7A                                  | Алан Марчанд    |
| 2020 | с  | Додому до темряви     | Home Before Dark                              | Метт Лиско      |
| 2019 | ф  | Берліне, я люблю тебе | Berlin, I Love You                            | Джаред          |
| 2018 | ф  | Лондонські поля       | London Fields                                 |                 |
| 2016 | с  |                       | Feed the Beast                                |                 |
| 2014 | ф  |                       | Kidnapping Freddy Heineken                    |                 |
| 2014 | ф  | Джентльмен грабіжник  | Electric Slide                                |                 |
| 2014 | ф  | Оселя проклятих       | Stonehearst Asylum                            |                 |
| 2013 | ф  | Найкраща пропозиція   | La migliore offerta                           | Роберт, механік |
| 2012 | ф  | Паралельні світи      | Upside Down                                   |                 |
| 2012 | ф  | Хмарний Атлас         | Cloud Atlas                                   |                 |
| 2011 | ф  | Один день             | One Day                                       |                 |
| 2010 | мф | Легенди нічної варти  | Legend of the Guardians: The Owls of Ga'Hoole |                 |
| 2010 | ф  | Шлях додому           | The Way Back                                  |                 |
| 2009 | ф  | Безсердечний          | Heartless                                     | Джеймі Морган   |
| 2009 | ф  | Перетинаючи кордон    | Crossing Over                                 |                 |
| 2008 | ф  |                       | Fifty Dead Men Walking                        |                 |
| 2008 | ф  | Ще одна з роду Болейн | The Other Boleyn Girl                         |                 |
| 2008 | ф  | Двадцять одне         | 21                                            |                 |
| 2007 | ф  | Крізь Всесвіт         | Across the Universe                           |                 |
| 2005 | ф  |                       | Mouth to Mouth                                |                 |
| 1994 | ф  |                       | The Browning Version                          |                 |